# Piotr Bondyra
Piotr Bondyra (ur. 3 maja 1990 w Poznaniu) – polski aktor telewizyjny, teatralny, filmowy i dubbingowy.

## Życiorys
W 2008 roku zdał maturę w XXV Liceum Ogólnokształcącym im. Generałowej Jadwigi Zamoyskiej w Poznaniu.
W 2013 roku ukończył studia aktorskie w Wydziale Aktorskim PWSFTviT w Łodzi.

## Filmografia
- 2010: Zwierzyniec (etiuda szkolna) - młodszy policjant
- 2010: Przestępczość (etiuda szkolna) - złodziej
- 2010: Motur (etiuda szkolna) - kolega Adama
- 2010: Equus (etiuda szkolna) - członek chóru
- 2011: Zbigniew (etiuda szkolna) - Jacek, syn Zbigniewa
- 2011: Pokaż kotku co masz w środku - pryszczaty
- 2011: Misja na marsa (etiuda szkolna) - Martin
- 2011: Got to move (etiuda szkolna) - narzeczony
- 2011: Generalny glen ross (etiuda szkolna) - Ricky Roma
- 2011: Drzewo (etiuda szkolna) - Gasper
- 2012: Złość w PRL-u (etiuda szkolna) - Janek
- 2013: Wspomnienia poprzedniego lata - Kuba
- 2013: Radosław (film) - Jan Maruszewski
- 2013: Na dobre i na złe - Wojtek, syn Wandy i Wiesława (odc. 543)
- 2013: Jaskółka (film) - chuligan
- 2013: Czas honoru - partyzant, członek oddziału Władka (odc. 66, 68)
- 2013: Bez tajemnic - Michał, były chłopak Jeremiego (odc. 21)
- 2014: Komisarz Alex - Kuba Knapik (odc. 76)
- 2014: Kamienie na szaniec - Paweł
- 2015: Powiedz tak! - Janek, mąż Natalii (odc. 1, 6-7)
- 2016: Jan Mazurkiewicz ps. Radosław - Jan Maruszewski
- 2016: Druga szansa - kolega Kamila (odc. 12 sezon II)
- 2017: Ostatni raz (etiuda szkolna) - Dominik
- 2018: Ojciec Mateusz - Jeremi Wach (odc. 258)
- od 2018: Komisarz Alex - młodszy aspirant Gustaw Bielski
- 2018: Autsajder - milicjant
- 2019: Legiony - legionista
- 2019: Kurier (film) - młody AK-owiec
- 2019: Festyn (film) - student cwaniak
- 2020: The liberator - szeregowiec Calhoun (odc. 3)
- 2020: Ludzie i bogowie - Piotr Aramis Trzmiel (odc. 5-11, 13)
- 2020: Król - syjonista (odc. 2, 7)
- 2020: Jonasz z II B - Jonasz (odc. 1-9)
- 2021: Jonasz z maturalnej - Jonasz (odc. 1-3)
- 2022: Wygrać marzenia - Janek, przyjaciel Maksa
- 2023: Pati - imprezowicz Darek (odc. 4)
- 2024: Kobieta z... - brat Andrzeja / Anieli w młodości

## Nagrody
- 2013: Nagroda Publiczności dla Najbardziej Elektryzującego Aktora na 31. Festiwalu Szkół Teatralnych w Łodzi[1]
- 2013: Nagroda im. Jana Machulskiego „Bądź orłem, nie zniżaj lotów” za rolę Garry’ego w spektaklu „Shopping&fucking na 31. Festiwalu Szkół Teatralnych w Łodzi[1]